# Интерлейкин 6
Интерлейкин 6 (англ. Interleukin-6, IL-6) — интерлейкин, который может действовать как провоспалительный цитокин. Синтезируется активированными макрофагами и T-клетками и стимулирует иммунный ответ. Особенно его роль велика при травматическом поражении ткани, ожогах и других повреждениях, ведущих к воспалению. В мышечной ткани может действовать как защитный антивоспалительный миокин.

## Функция
Интерлейкин 6 является одним из важнейших медиаторов острой фазы воспаления. В мышцах и жировой ткани он стимулирует мобилизацию энергии, которая приводит к повышению температуры тела, а также главный стимулятор синтеза печенью белков острой фазы, стимулирует пролиферацию и дифференцировку B- и T-клеток, стимулирует лейкоцитопоэз. Секретируется макрофагами, фибробластами, клетками сосудистого эндотелия, Т-клетками, глиальными клетками, эпителиальными и кератиноцитами кожи после их активации патоген-связанными молекулами (части вирусов, бактерий и грибов, липополисахариды), опосредованной толл-подобными рецепторами, также выработка стимулируется другими медиаторами ответа острой фазы интерлейкином 1 и фактором некроза опухоли. 
Интерлейкин 6 связывается на поверхности клетки с гетеродимерным рецепторным комплексом, называемым рецептор цитокинов I типа, который состоит из двух трансмембранных белков: рецептора интерлейкина 6 и gp130 (или CD130). Этот рецептор связывает несколько других интерлейкинов, относящихся по этому признаку к надсемейству интерлейкина 6.
В мышцах вырабатывается в ответ на мышечные сокращения, где он действует как миокин, увеличивая доставку субстрата к мышечным клеткам. Механизм действия интерлейкина 6 в мышечных клетках отличаются от большинства других клеток, в которых он действует через фактор транскрипции NF-κB, и включают сигнальные пути Ca2+/NFAT и гликоген/p38 MAPK. При этом он, видимо, функционирует как антивоспалительный миокин.
Предполагается что в печени интерлейкин 6 воздействуя на гомолог гена долголетия человека  mINDY и фактор транскрипции STAT3 индуцирует поглощение цитрата гепатоцитами человека и, таким образом, активирует в них синтез липидов.

## Патология
Избыточная продукция интерлейкина 6 вызывает повреждение  тканей вследствие аутоиммунной реакции, например, повреждение суставов при ревматоидном артрите, активирует остеокласты, повреждающие костную ткань.

## Интерлейкин 6 при COVID-19
Тяжесть течения COVID-19 ассоциирована с гиперцитокинемией (цитокиновый шторм), в том числе с повышенным уровнем интерлейкина 6. Показано, что повышенный уровень интерлейкина 6 связан с более выраженными клиническими симптомами COVID-19 (лихорадка, снижение сатурации, потребность в оксигенотерапии, повышение скорости оседания эритроцитов), а ингибирование рецептора интерлейкина 6 левилимабом (препарат рекомбинантного моноклонального антитела к рецептору интерлейкина 6) приводит к клиническому улучшению.

## Интерлейкин 6-подобные цитокины
Среди цитокинов, которые связываются с gp130 в процессе передачи сигнала, интерлейкин-6 является наиболее изученным. Кроме него к этой группе относятся также интерлейкин 11, интерлейкин 27, цилиарный нейротрофический фактор (CNTF), кардиотрофин-1 (CT-1), кардиотрофин-подобный цитокин (CLC), ингибирующий фактор лейкемии (LIF), онкостатин (OSM) и KSHV-IL6. Все они называются интерлейкин-6-подобными или gp130-связывающими цитокинами.

## Антагонисты
- Синтетические антитела против интерлейкина 6, основанные на антителах, подобных антителам верблюда и ламы, снимали болевой симптом при артрите в первичных клинических испытаниях.[7][8]

- Другие препараты: Siltuximab.

## Интересные факты
Ученые из университета Любека сообщают, что поступлении через нос в виде спрея IL-6 позволяет мозгу во время сна лучше сохранять эмоциональные и процедурные воспоминания.